# Petsophas

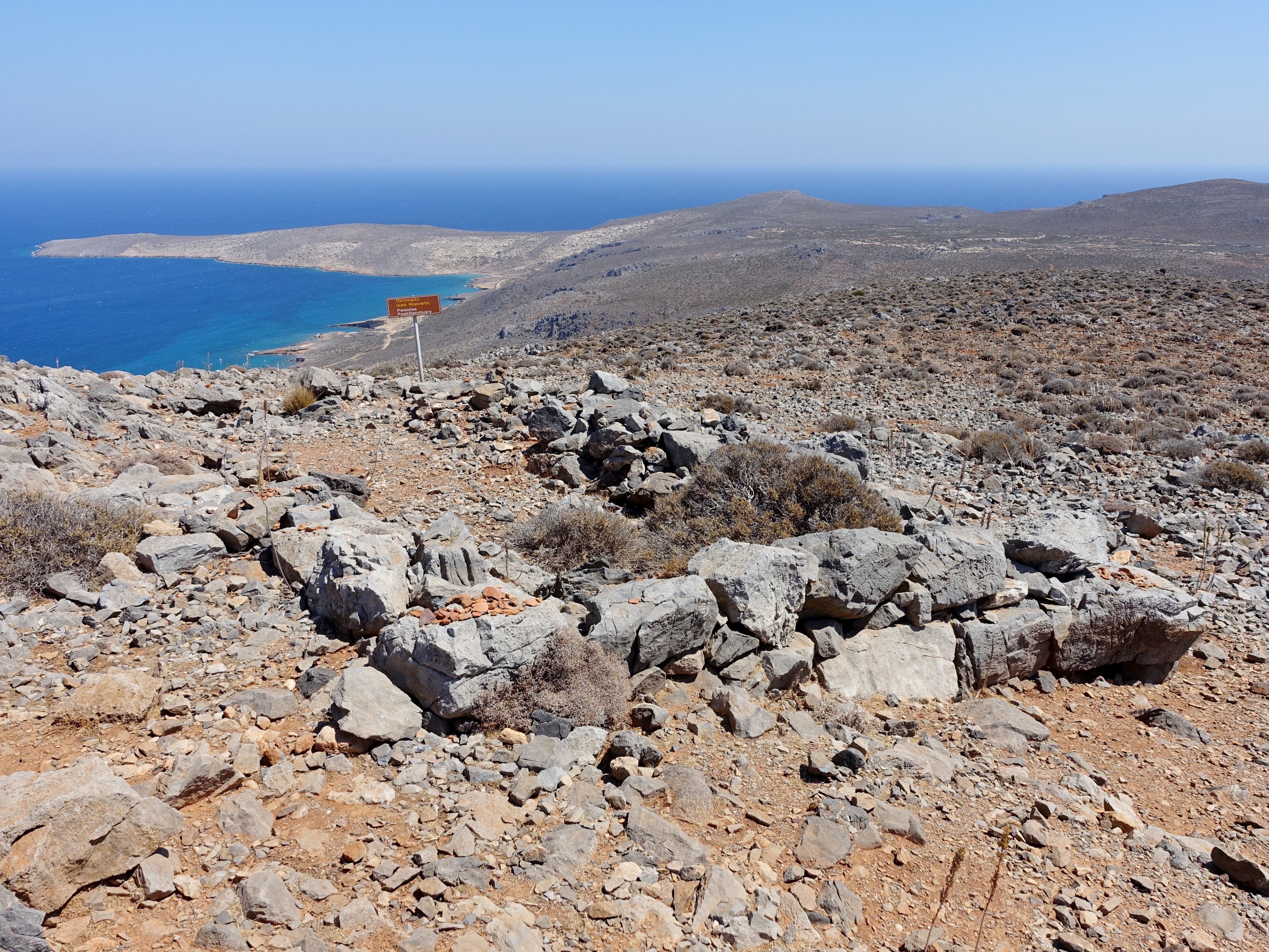
Überreste des Gipfelheiligtums

Petsophas (griechisch Πετσοφάς Petsofas) bezeichnet ein minoisches Gipfelheiligtum in der Gemeinde Sitia im Osten der griechischen Insel Kreta. Das 1903 von John L. Myres ausgegrabene Heiligtum wurde von der mittelminoischen Phase MM I bis in die spätminoische Phase SM I (etwa 2100–1460 v. Chr.) genutzt und gehörte zum Hinterland der minoischen Siedlung von Roussolakkos (Ρουσσόλακκος).

## Lage und Beschreibung

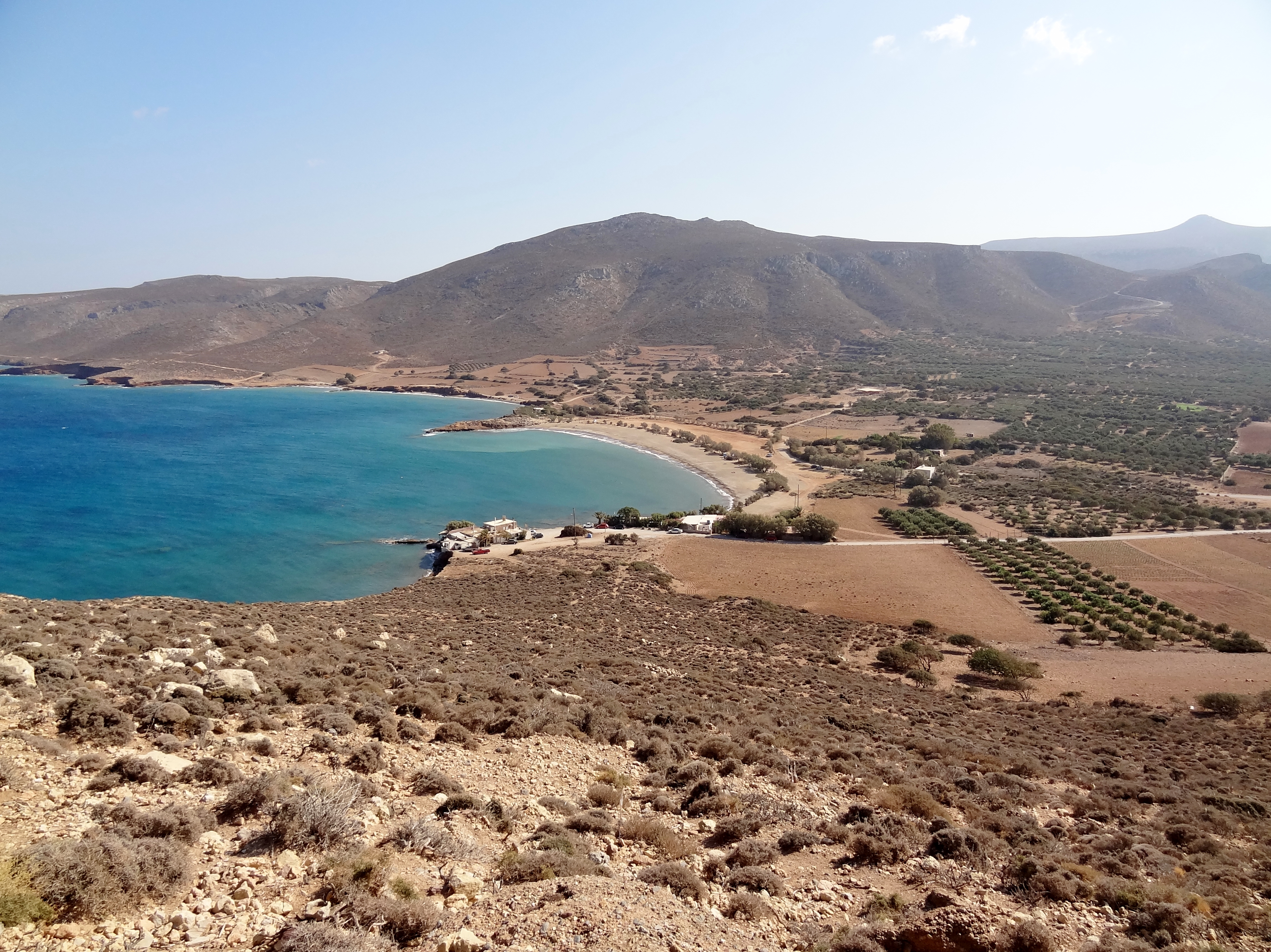
Hügelrücken des Petsofas

Das Gipfelheiligtum liegt auf 231 Metern Höhe nordöstlich des mit 268 Meter (nach anderer Quelle 255 m) höchsten Punktes des Hügelrückens Petsofas. Es lag ungefähr 950 Meter südöstlich von Roussolakkos in der Ebene von Palekastro und etwa 800 Meter südwestlich des Strandes Bondalaki (Παραλία Μπονταλάκι) an der Ostküste Kretas am Levantischen Meer. Unterhalb eines zerklüfteten Kalksteinkamms, der an der Nordseite steil abfällt, ist eine winkelige Terrassenwand erhalten, die von der Südecke aus zwei bzw. fünf Meter lang ist. Innerhalb dieser Struktur gab es einen gepflasterten Boden aus Schieferplatten und eine Bank.

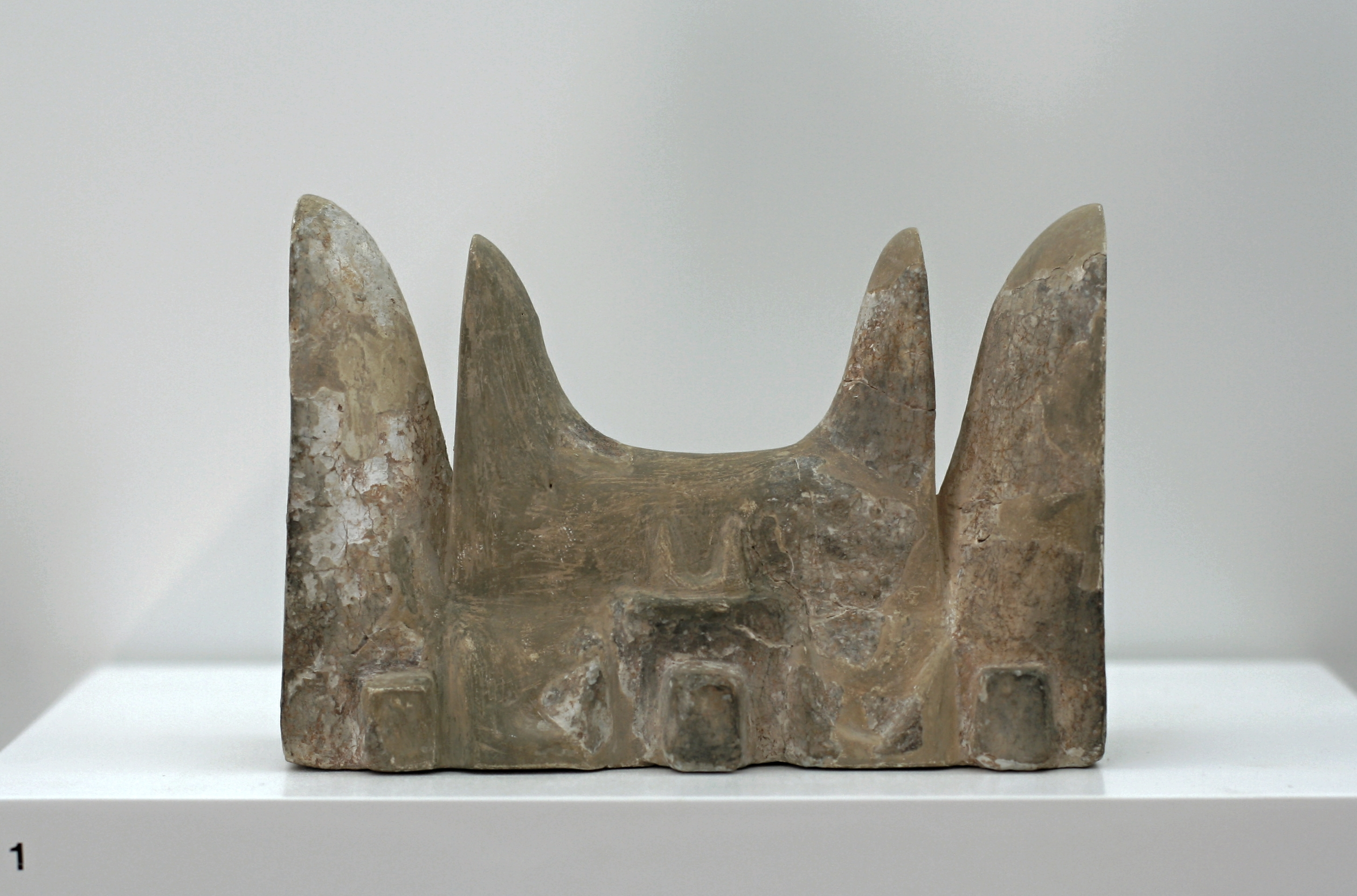
Zusammengesetzte Kulthörner

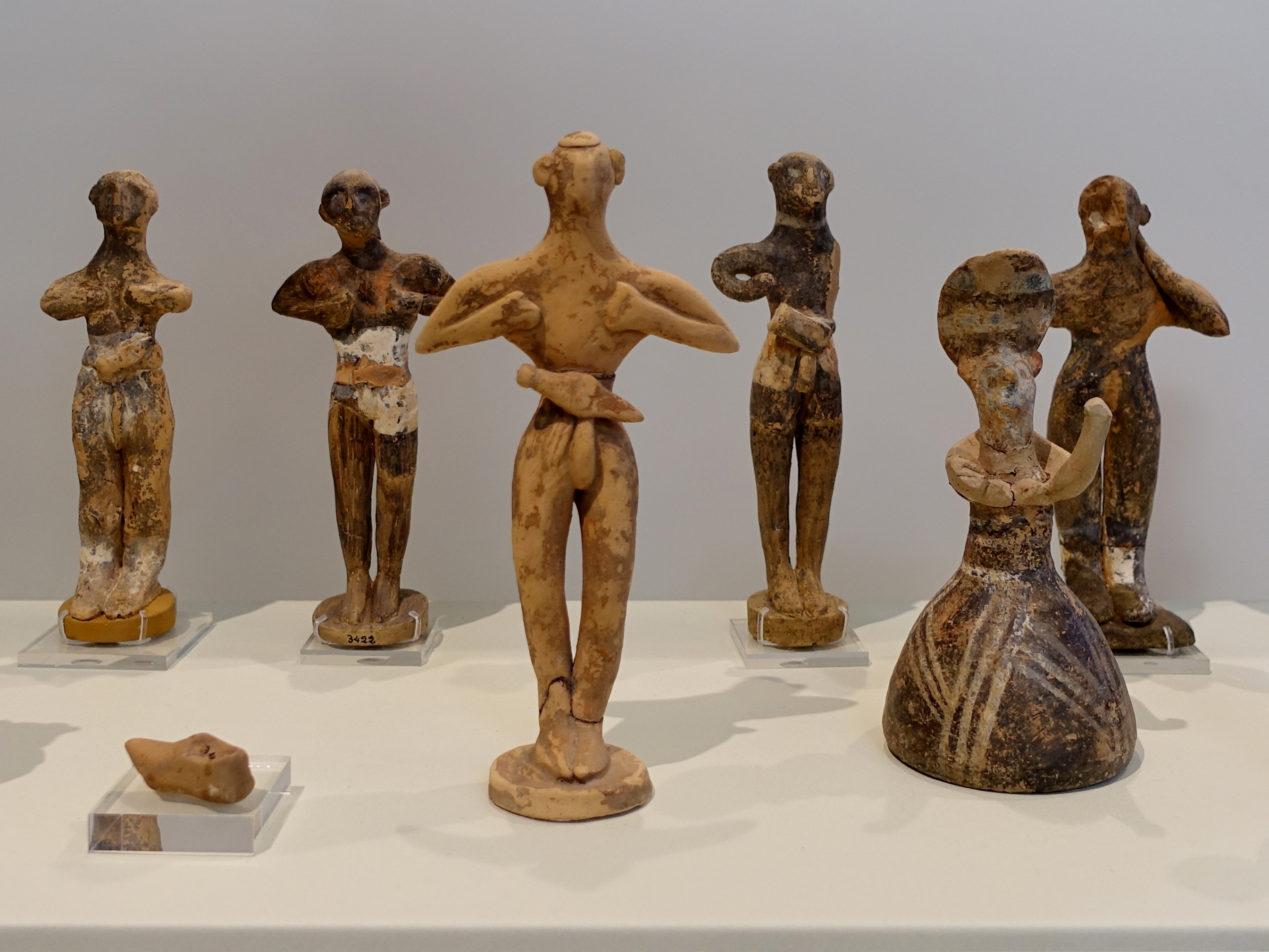
Votivfiguren vom Petsophas

Bei den Ausgrabungen unter John L. Myres wurden Brandspuren entdeckt, die von rituellen Feuern stammen könnten. Zudem erkannte Myres verschiedene Phasen der Nutzung des Heiligtums. Auf ihn geht auch die Benennung als peak sanctuary, also Gipfelheiligtum, zurück.
Bei den zahlreichen Fundstücken handelte es sich um Votivgaben, wie sie später auch in anderen Gipfelheiligtümern ausgegraben wurden. Meist handelte es sich um Terrakotta-Statuetten in Form von männlichen und weiblichen, stehenden oder sitzenden Figuren, aber auch verschiedene Körperteile, die auf einen Heilkult weisen, und Tiernachbildungen. Unter letzteren gab es Rinder, Schafe, Hunde, Vögel (vielleicht Tauben), Wildziegen, Marder und Nashornkäfer. Außerdem fanden sich zusammengesetzte Kulthörner aus Kalkmörtel, Bruchstücke steinerner Gefäße und Lampen, bronzene Votivmesser und zwei Stücke von Libationsgefäßen mit Inschriften in Linearschrift A.

## Zugang
Der Berg kann im Rahmen einer zweistündigen Wanderung bestiegen werden. Ausgangspunkt ist die Landstraße von Palekastro in Richtung Chiona Beach. Kurz nach Agathias beginnt ein teils ausgeschilderter Feldweg, der zunächst durch einen Olivenhain läuft und dann als schmaler Bergpfad zum Gipfel hinaufführt.